# Sardinal
Sardinal è un distretto della Costa Rica facente parte del cantone di Carrillo, nella provincia di Guanacaste.